# TVM3
TVM3 este un post de televiziune privat în Elveția (zona de limbă franceză)

## Istoricul canalului
TVM3 este primul post privat de televiziune autorizat să transmită în întreaga romandie elvețiană de la sfârșitul postului numit Télécinéromandie în 1993. Postul emite din aceleași studiouri ale vechiului post din Ecublens⁠(d).
TVM3 a obținut o concesiune de la autoritatea de reglementare elvețiană „Office fédéral de la communication” (OFCOM) la 2 iulie 2003. Concesiunea obținută de TVM3 este valabilă 10 ani și permite transmiterea automată a postului prin cablu sau prin IPTV (SwisscomTV / SunriseTV / VTX etc. ). Canalul a fost lansat la 1 mai 2004, mai întâi pe analogic. Acoperirea sa a fost mărită câțiva ani mai târziu pentru a include toată romandia elvețiană (prin cablu și IPTV) și câțiva ani mai târziu întreaga Elveție.
La 21 decembrie 2005, l'Office fédéral de la communication (OFCOM) l-a autorizat pe Philippe Hersant (groupe Hersant Média - GHM), prin intermediul ESH Éditions Suisses Holding SA, să preia controlul a 35% din cota de stație. Restul de 65% din acțiuni sunt deținute de fondatorii posturilor, Fabien și Lolita Aubry.
Stația este accesibilă prin streaming pe site-ul său.

## Organizare

### Fondatori și parteneri
Proprietar și directori :
- Lolita and Fabien Aubry : de la crearea sa în mai 2004.

### Capital
TVM3 nu primește nicio parte din licența de televiziune elvețiană și nici ajutor financiar de stat.

### Sediu
Sediul stațiilor este situat în Écublens⁠(d) în Cantonul Vaud.

## Distribuție
Postul este transmis pe cablu și analogic în majoritatea părților din Elveția Romandie și pe toți furnizorii de cablu digital. Totul este transmis prin Swisscom TV⁠(d) și prin internet.

## Programe
Postul difuzează o mulțime de videoclipuri muzicale, dar are și o știri zilnice și buletine meteo și un program despre filme, lansări pe DVD și interviuri cu vedete.
- Face à face, pur și simplu interviuri legate de o temă muzicală cu personalități politice și alții din regiunea Elvețiană Romandie.
- Swiss Pop Music, un spectacol special pentru artiștii de muzică elvețieni, între orele 18:30 și 19:00, de luni până duminică.
- DVD Wood, un program despre cele mai recente lansări de DVD.
- Știrile TVM3, în fiecare dimineață, știrile în direct cu titlurile zilnice.
- Freakish, știri despre spectacole și festivaluri în Romandia Elvețiană.
- Familia TVM3, desene animate zilnice potrivite pentru toate vârstele.
- TVM3 Météo, Buletine meteo.
- Sacré Jeu ! emisiune produsă de Telemedia (Ungaria) difuzată în fiecare zi de la 22:00 la 00:00 începând cu 14 aprilie 2014.
- People Magazine, a fost difuzat de luni până vineri de la 19:00 la 20:00 și în weekend de la 17:00 la 18:00 până pe 26 iulie 2014.
- Star People, o emisiune despre cele mai recente bârfe ale celebrităților.
- Pas si bête !, (lit.) nu atât de prost, un tampon de animale.
- Les clefs de l'avenir, un program despre ghicirea, în direct timp de 2 ore, unde telespectatorii pot pune întrebări în fiecare zi de la 20h la 22h.
- Ciné TVM3 : Horror Obscure
- Studio TVM3 interviuri de o oră cu vedete muzicale în tendințe în fiecare duminică.
- Bienvenue chez nous, primul serial de televiziune elvețian pentru elvețieni despre elvețian Romandy.

Postul difuzează și programe cu o temă muzicală:
- Colecționari, cea mai bună muzică din anii 70, 80 și 90.
- Best Of, 30 de minute pentru a descoperi toate videoclipurile muzicale ale unei vedete.
- Clubbing, cea mai bună muzică de club.
- Altitubes, Top 50 al postului, difuzat în zilele lucrătoare.
- Référence R'N'B, cântând R'N'B, Rap și Hip-Hop.
- Génération TVM3 numai pentru cea mai recentă muzică.